# Danny Vranes
Danny Vranes (né le 29 octobre 1958 à Salt Lake City, Utah), est un ancien joueur américain de basket-ball qui fut sélectionné par les SuperSonics de Seattle au 1er tour (5e rang) de la draft 1981. Danny mena le lycée Skyline, à Salt Lake City, au titre de champion en 1977. Ailier issu de l'université de l'Utah, Vranes joua 7 saisons en NBA de 1981 à 1988. Il joua pour les SuperSonics de Seattle et les 76ers de Philadelphie. Il joua par la suite en Europe à l'AEK Athènes de 1988 à 1989, puis en Italie avec Teorema Arese/Breeze Milano et Pallacanestro Varese jusqu'en 1992, quand il prit sa retraite.
Vranes joua 510 matchs et inscrivit un total de 2613 points en carrière NBA. Sa meilleure saison eut lieu en 1983-1984 sous les couleurs des Supersonics, disputant 80 matchs et inscrivant 8,4 points par match.